# Sehima nervosum
Sehima nervosum är en gräsart som först beskrevs av Johan Peter Rottler, och fick sitt nu gällande namn av Otto Stapf. Sehima nervosum ingår i släktet Sehima och familjen gräs. Inga underarter finns listade i Catalogue of Life.